# Oppenauer-oxidatie
De Oppernauer-oxidatie is een zeer selectieve en milde methode voor de oxidatie van primaire en secundaire alcoholen tot aldehyden en ketonen. De reactie is vernoemd naar de ontdekker, de Oostenrijkse chemicus Rupert Viktor Oppenauer.
De reactie vindt plaats met een keton en een base. De reactie verloopt volgens het reactiemechanisme van de Meerwein-Ponndorf-Verley-reductie en is in feite een evenwichtsreactie. De reactie wordt vaak uitgevoerd met aceton, butanon en cyclohexanon en aluminium-tert-butoxide. Meestal wordt de reactie uitgevoerd om een secundair alcohol te oxideren tot een keton. Vaak wordt bij de reactie een overmaat van aceton gebruikt om de reactie te doen verlopen in een richting. De reactie is een alternatief voor de Swern-oxidatie en chroom-reagentia.